# Naturschutzgebiet Unkenbachtal
Das Naturschutzgebiet Unkenbachtal mit einer Größe von 5,05 ha liegt südlich von Dreislar im Stadtgebiet von Medebach. Es wurde 2003 mit dem Landschaftsplan Medebach durch den Hochsauerlandkreis als Naturschutzgebiet (NSG) ausgewiesen. Das NSG ist Teil des Europäischen Vogelschutzgebiets Medebacher Bucht. Im Osten geht das NSG bis zur Landesgrenze nach Hessen.

## Gebietsbeschreibung
Im NSG handelt es sich um Teile der Grünlandtales des Unkenbaches mit schmalem Feuchtgrünland-Streifen entlang des Baches und verbuschender Magergrünlandbrache auf dem Talhang. In der Brache kommen verschiedene Rote-Liste-Pflanzenarten vor.
Laut Landschaftsplan stellt das NSG gemeinsam mit den südlich liegenden Talräumen von Lohgraben und Herzgraben im Naturschutzgebiet Lohgraben-Herzgraben einen wichtigen Refugial- und Vernetzungsbiotop in der Kulturlandschaft südlich von Dreislar dar.

## Pflanzenarten im NSG
Auswahl vom Landesamt für Natur, Umwelt und Verbraucherschutz Nordrhein-Westfalen dokumentierter Pflanzenarten im Gebiet: Acker-Witwenblume, Aufrechter Igelkolben, Bachbunge, Besenginster, Bitteres Schaumkraut, Blutwurz, Breitblättriger Thymian, Echtes Johanniskraut, Echtes Mädesüß, Gewöhnliches Ferkelkraut, Großer Wiesenknopf, Kleine Bibernelle, Kleiner Wiesenknopf, Kleines Habichtskraut, Kohldistel, Kriechender Hahnenfuß, Kuckucks-Lichtnelke, Quell-Sternmiere, Rundblättrige Glockenblume, Salbei-Gamander, Schlangen-Knöterich, Sumpf-Dotterblume, Sumpf-Helmkraut, Sumpf-Vergissmeinnicht, Wald-Engelwurz, Wiesen-Bärenklau und Wiesen-Labkraut.

## Schutzzweck
Das NSG soll eine Biotopkomplex mit kleinflächigem Feuchtgrünland und trocken-warmer Hangzone als lokal wichtiger Refugial- und Vernetzungsbiotop und Lebensraum gefährdeter Pflanzenarten schützen und dient auch der nachhaltigen Sicherung besonders schutzwürdiger Lebensräume. Wie bei allen Naturschutzgebieten in Deutschland wurde in der Schutzausweisung darauf hingewiesen, dass das Gebiet „wegen der Seltenheit, besonderen Eigenart und Schönheit des Gebietes“ zum Naturschutzgebiet erklärt wurde.